# Salawaku

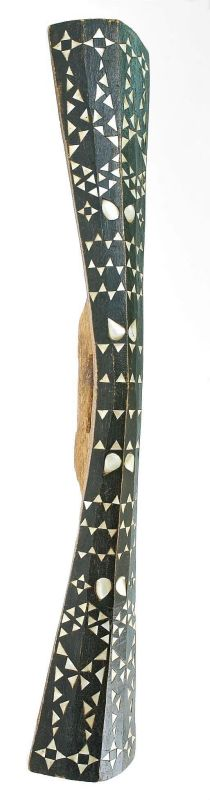
Tarcza salawaku

Salawaku – tradycyjna tarcza indonezyjska pochodząca z Moluków Północnych. Nazwa salawaku funkcjonuje w językach ternate, tidore i pagu; wyrazy pokrewne istnieją także w pozostałych językach północnohalmaherskich: salewaku-mu (loda), salawako ~ salawaku (galela). Jest wykorzystywana podczas tańca wojennego cakalele.